# Nowy Kozłów Pierwszy
Nowy Kozłów Pierwszy [ˈnɔvɨ ˈkɔzwuf ˈpjɛrfʂɨ] est un village polonais de la gmina de Nowa Sucha dans le powiat de Sochaczew et dans la voïvodie de Mazovie.